# هازل كرست (إلينوي)
هازل كرست (بالإنجليزية: Hazel Crest)‏ هي قرية تقع في الولايات المتحدة في مقاطعة كوك، إلينوي. يقدر عدد سكانها بـ 14,100 نسمة .

## الموقع الجغرافي
الموقع الجغرافي للمناطق المحيطة بهذه النقطة هو كالتالي:

## أعلام
- موريس آكر
- هانك بوتشر
- باول هاردين